# Shandong Nuzi Paiqiu Dui
Lo Shandong Nuzi Paiqiu Dui è una società pallavolistica femminile cinese con sede a Laiwu e militante nel massimo campionato cinese, la Volleyball League A.

## Rosa 2015-2016
| N° | Nome          | Ruolo | Data di nascita  | Nazionalità sportiva |
| -- | ------------- | ----- | ---------------- | -------------------- |
| 1  | Zhang Qian    | C     | 11 febbraio 1997 | Cina                 |
| 2  | Du Qingqing   | S     | 1º dicembre 1996 | Cina                 |
| 3  | Song Xinyu    | L     | 6 agosto 1997    | Cina                 |
| 4  | Qian Jingwen  | S/O   | 11 maggio 1998   | Cina                 |
| 5  | Meng Ya       | S     | 3 gennaio 1993   | Cina                 |
| 6  | Wang Nan      | P     | 13 agosto 1984   | Cina                 |
| 7  | Wang Fengjiao | S     | 25 luglio 1994   | Cina                 |
| 8  | Sun Ruhan     | C     | 22 aprile 1994   | Cina                 |
| 9  | Sun Jie       | S     | 8 agosto 1997    | Cina                 |
| 10 | Wang Mengjie  | L     | 14 novembre 1995 | Cina                 |
| 11 | Liu Li        | C     | 29 agosto 1991   | Cina                 |
| 12 | Song Meili    | S     | 23 febbraio 1995 | Cina                 |
| 13 | Yang Hanyu    | C     | 23 ottobre 1999  | Cina                 |
| 14 | Liu Jiayuan   | S     | 14 maggio 1998   | Cina                 |
| 15 | Yuan Caixia   | S/O   | 24 aprile 1989   | Cina                 |
| 16 | Cheng Long    | P     | 25 marzo 1993    | Cina                 |
| 17 | Xu Xing       | C     | 3 marzo 1996     | Cina                 |
| 18 | Liu Ruihua    | P     | 20 febbraio 1995 | Cina                 |
| 19 | Song Liqi     | S     | 11 aprile 1997   | Cina                 |
| 20 | Mei Xiaohan   | P     | 14 febbraio 1997 | Cina                 |